# Chimarrhis jamaicensis
Chimarrhis jamaicensis är en måreväxtart som först beskrevs av Ignatz Urban, och fick sitt nu gällande namn av Julian Alfred Steyermark. Chimarrhis jamaicensis ingår i släktet Chimarrhis och familjen måreväxter. Inga underarter finns listade i Catalogue of Life.